# IC 4544
IC 4544 = IL Normae ist ein Supernovaüberrest im Sternbild Winkelmaß. Er wurde am 26. Oktober 1893 von der Astronomin Williamina Fleming entdeckt.